# 3,4-Epoxycyclohexancarbonsäuremethylester
3,4-Epoxycyclohexancarbonsäuremethylester ist ein cycloaliphatisches Epoxid, das als monovalentes Monomer anderen Monomeren bei der Herstellung vernetzter Epoxidharze beigefügt wird. 3,4-Epoxycyclohexancarbonsäuremethylester selbst würde in einer Homopolymerisation ein lineares Polymer ergeben.

## Herstellung
3,4-Epoxycyclohexancarbonsäuremethylester wird durch Epoxidierung von 3-Cyclohexencarbonsäuremethylester mit Persäure hergestellt.

## Eigenschaften
3,4-Epoxycyclohexancarbonsäuremethylester besitzt eine Viskosität von 6 mPa·s.